# Danny Amendola
* Solo nella pre-stagione o in squadra di allenamento
Daniel James Amendola (The Woodlands, 2 novembre 1985) è un ex giocatore di football americano e allenatore di football americano statunitense che ha giocato nel ruolo di wide receiver per 13 stagioni nella National Football League (NFL). In carriera ha vinto due Super Bowl con i New England Patriots e ha giocato anche con i St. Louis Rams, con i Miami Dolphins, con i Detroit Lions e con gli Houston Texans. Al college ha giocato alla Texas Tech University.

## Carriera universitaria
Amendola è nato e cresciuto a The Woodlands, un sobborgo di Houston, Texas. Suo fratello maggiore Matt giocò anche lui a football per l'Università di Baylor. Danny terminò la sua carriera nel college football presso la Texas Tech University con 204 ricezioni per 2 246 yard e 15 touchdown. Ritornò anche 116 punt per 1 283 yard e un touchdown, con una media di 11,06 yard per punt ritornati, terzo nella classifica di tutti i tempi nella storia dei Raiders in punt e yardage, dietro solo Wes Welker e Tyrone Thurman. Amendola fu inserito come return specialist nel Big 12 Conference First-Team nel 2004 e nel Second-Team nel 2007.

## Carriera da giocatore

### Dallas Cowboys
Amendola firmò in qualità di free agent non scelto nel Draft NFL 2008 coi Dallas Cowboys il 27 aprile 2008. Il suo obiettivo di diventare un professionista fu il tema di una puntata speciale del reality show Hard Knocks trasmesso da HBO. 

#### Stagione 2008
A Dallas giocò in tutte e 4 le partite pre-stagionali ricevendo per 64 yard e nessun touchdown. Amendola fu tagliato dai Cowboys il 30 agosto ma firmò per far parte della squadra di allenamento di Dallas pochi giorni dopo. Amendola trascorse tutta la stagione regolare del 2008 nella squadra di allenamento.

### Philadelphia Eagles

#### Stagione 2009
Alla scadenza del suo contratto coi Cowboys, Amendola firmò per la squadra di allenamento dei Philadelphia Eagles il 6 gennaio 2009. Al termine della stagione, Amendola firmò un pre-contratto il 19 gennaio 2009. Nelle partite pre-stagionali ottenne 4 ricezioni e 53 yard ricevute. Fu nuovamente svincolato il 5 settembre 2009 ma rifirmò il giorno successivo per far parte della squadra di allenamento.

### St. Louis Rams

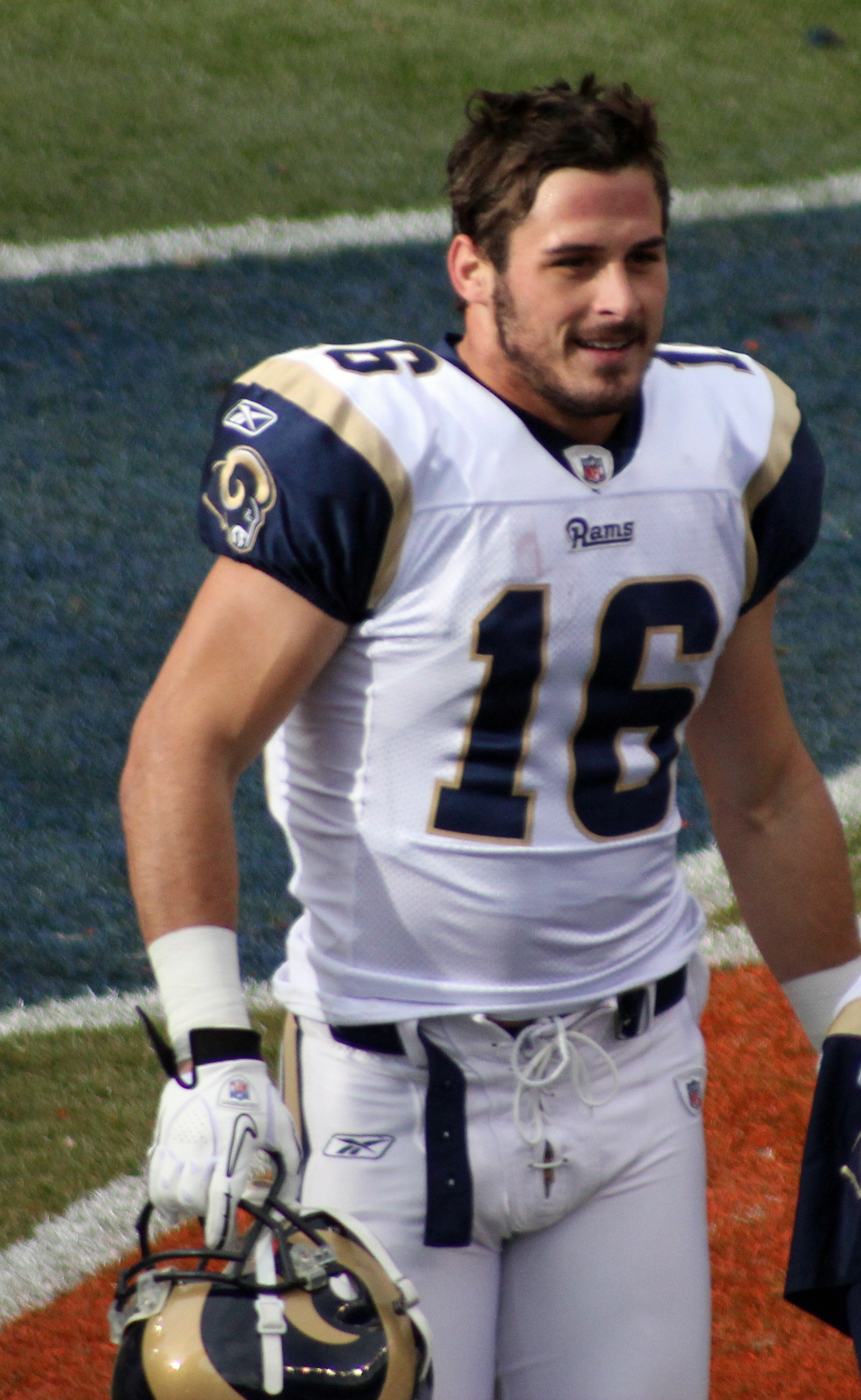
Amendola coi Rams nel 2010

#### Stagione 2009
Amendola firmò coi St. Louis Rams il 22 settembre 2009. Nell'annata 2009, Danny ricevette 43 passaggi per 326 yard e segnò un touchdown come slot receiver. Inoltre ritornò 66 kickoff per 1 618 yard e 31 punt per 360 yard.

#### Stagione 2010
Nel 2010 giocò 6 gare come titolare, due in più della stagione precedente. Con una settimana rimanente al termine della stagione regolare, egli stabilì i propri record in carriera per ricezioni (83) che lo posero all'ottavo posto nella NFL, yard ricevute (680) e touchdown segnati su ricezioni (3). 
Nel 2010, Amendola guidò la NFL in yard guadagnate in totale con 2 364. 

#### Stagione 2011
Il 6 ottobre 2011, Amendola fu inserito in lista infortunati dopo un infortunio al tricipite che lo tenne fuori per tutto il resto della stagione.

#### Stagione 2012
Danny iniziò alla grande la stagione 2012 ricevendo 70 yard contro i Detroit Lions nella settimana 1, ben 160 contro i Washington Redskins nella settimana 2, segnando anche un touchdown, e 66 nella settimana 3 contro i Chicago Bears. Le sue 12 ricezioni nel primo tempo contro i Redskins pareggiarono il record NFL di Reggie Wayne. Nella settimana 4, i Rams vinsero in casa contro i Seattle Seahawks: Danny guidò la squadra con 55 yard ricevute e segnò un touchdown su un field goal fintato.
Nella settimana 5 della stagione 2012 i Rams si portarono su un record di 3-2 vincendo contro i rivali di division degli Arizona Cardinals ma Amendola, dopo aver ricevuto un passaggio da 44 yard, fu costretto a uscire per tutto il resto della partita a causa di un infortunio al braccio destro. Secondo la prima prognosi l'infortunio avrebbe dovuto tenere fuori il giocatore per 6-7 settimane di stop. Amendola a sorpresa invece tornò nella settimana 10, con Rams e 49ers pareggiarono la prima partita della NFL negli ultimi quattro anni. Danny ricevette 102 yard e si vide annullare un passaggio da touchdown da 80 yard da Sam Bradford, che avrebbe deciso la partita ai supplementari, per una discutibile decisione arbitrale. In quattro stagioni ai Rams non riuscì mai a raggiungere la post season.

### New England Patriots

#### Stagione 2013
Il 13 marzo 2013, poco dopo che lo slot receiver dei New England Patriots Wes Welker firmò coi Denver Broncos, la squadra annunciò la firma di Amendola con un contratto quinquennale del valore di 31 milioni di dollari. Nella prima gara con la maglia dei Patriots ricevette 10 passaggi per 104 yard nella vittoria sui Buffalo Bills. Dopo questa gara subì però un lungo infortunio che lo tenne fuori dai campi di gioco fino alla settimana 8. Tornò a segnare un touchdown (con 122 yard ricevute) la domenica successiva contro gli Steelers. Il secondo e ultimo stagionale lo segnò nella settimana 14 in una spettacolare vittoria in rimonta dei Patriots sui Cleveland Browns. La sua annata si chiuse con 633 yard ricevute in 12 presenze, la metà delle quali come titolare.

#### Stagione 2014
L'unico touchdown della stagione regolare 2014, Amendola lo segnò nella vittoria della settimana 7 sui New York Jets nella gara del giovedì notte. La sua annata si chiuse con solamente 27 ricezioni per 200 yard ma si rifece il 10 gennaio 2015, nel divisional round dei playoff, ricevendo 81 yard e segnando due tochdown, nella vittoria dei Patriots sui Ravens per 35-31. Nell'annata 2014, conquista il suo primo Vince Lombardi Trophy, vincendo il Super Bowl XLIX contro i Seattle Seahawks. Durante la partita, Amendola ha realizzato il touchdown del provvisorio 21-24 nel 4º periodo, ricevendo un passaggio di Tom Brady.

#### Stagione 2015
Il primo touchdown del 2015 lo segnò nella settimana 3 nella vittoria contro i Jacksonville Jaguars. Il 25 ottobre Danny giocò una delle sue migliori partite coi Patriots con 8 ricezioni per 86 yard e un touchdown nella vittoria per 30-27 su Jets. Nella vittoria contro i Bills ricevette per 117 yard prima di dover abbandonare la gara per un infortunio al ginocchio. Tornò a disposizione il 6 dicembre contro i Philadelphia Eagles raccogliendo 7 ricezioni per 62 yard e un touchdown. 

#### Stagione 2016
Nella settimana 2 della stagione 2016, Amendola segnò due touchdown nella vittoria per 31-24 ai danni dei Miami Dolphins. Chiuse l'annata con 23 ricezioni con 243 yard ricevute e 4 touchdown. Nel Super Bowl LI, contro gli Atlanta Falcons e vinto per 34 a 28, Amendola fece registrare 8 ricezioni per un totale di 78 yard, realizzando un touchdown e una conversione da due punti che portò il punteggiò sul momentaneo 28-28 alla fine dei tempi regolamentari, vincendo il suo secondo titolo.

#### Stagione 2017
Nella stagione regolare 2017, Amendola ricevette 659 yard, il suo massimo dal 2012, segnando 2 touchdown. Nel divisional round dei playoff guidò la squadra con 11 ricezioni per 112 yard nella vittoria sui Tennessee Titans. La squadra giunse nuovamente sino al Super Bowl, dove fu sconfitta dai Philadelphia Eagles.

### Miami Dolphins

#### Stagione 2018
Il 13 marzo 2018 Amendola firmò con i Miami Dolphins un contratto di due anni del valore di 12 milioni di dollari. Malgrado nella stagione 2018 Amendola fu leader della squadra per numero di ricezioni completate (59) e yard ricevute (575), giocando da titolare in tutte le partite stagionali, i Dolphins decisero di svincolarlo l'8 marzo 2019.

### Detroit Lions

#### Stagione 2019
L'11 marzo 2019 Amendola firmò da free agent con i Detroit Lions un contratto di un anno per 5,75 milioni di dollari.

#### Stagione 2020
Il 24 febbraio 2020 Amendola firmò un nuovo contratto annuale con i Lions.

### Houston Texans

#### Stagione 2021
Il 7 settembre 2021 Amendola firmò un contratto di un anno dal valore di 2,5 milioni di dollari con gli Houston Texans.
Il 25 luglio 2022, tramite il suo agente, Amendola comunicó il suo ritiro dal football professionistico.

## Carriera da allenatore

### Las Vegas Raiders
Il 4 aprile 2023 Amendola fu ingaggiato dai Las Vegas Raiders, guidati dal capo-allenatore Josh McDaniels ex Patriots, come assistente allenatore dei ritornatori di kick-off e punt, avendo Amendola in carriera ritornato 198 punt per 1.860 yard e 153 kick-off per 3.590 yard.

## Palmarès

### Franchigia
- Super Bowl : 2

New England Patriots: XLIX, LI
- American Football Conference Championship: 3

New England Patriots: 2014, 2016, 2017

### Record NFL
- Maggior numero di ricezioni in un primo tempo (12, condiviso con Reggie Wayne)

## Statistiche

### Stagione regolare
| 2009   | STL    | 14  | 2  | 43  | 326   | 7,6  | 25 | 1  | 20  | 3  | -2 | -0,7 | 8  | 0 | 4  | 1 |
| 2010   | STL    | 16  | 6  | 85  | 689   | 8,1  | 36 | 3  | 35  | 7  | 81 | 11,6 | 30 | 0 | 2  | 1 |
| 2011   | STL    | 1   | 1  | 5   | 45    | 9,0  | 18 | 0  | 3   | 0  | 0  | 0,0  | 0  | 0 | 1  | 0 |
| 2012   | STL    | 11  | 8  | 63  | 666   | 10,6 | 56 | 3  | 12  | 2  | 8  | 4,0  | 6  | 0 | 3  | 2 |
| 2013   | NE     | 12  | 6  | 54  | 633   | 11,7 | 57 | 2  | 12  | 1  | 1  | 1,0  | 1  | 0 | 0  | 0 |
| 2014   | NE     | 16  | 4  | 27  | 200   | 7,4  | 21 | 1  | 12  | 0  | 0  | 0,0  | 0  | 0 | 0  | 0 |
| 2015   | NE     | 14  | 7  | 65  | 648   | 10,0 | 41 | 3  | 32  | 2  | 11 | 5,5  | 8  | 0 | 1  | 1 |
| 2016   | NE     | 12  | 4  | 23  | 243   | 10,6 | 32 | 4  | 14  | 0  | 0  | 0,0  | 0  | 0 | 3  | 1 |
| 2017   | NE     | 15  | 8  | 61  | 659   | 10,8 | 27 | 2  | 40  | 0  | 0  | 0,0  | 0  | 0 | 2  | 0 |
| 2018   | MIA    | 15  | 15 | 59  | 575   | 9,7  | 39 | 1  | 27  | 1  | -2 | -2,0 | -2 | 0 | 2  | 0 |
| 2019   | DET    | 15  | 10 | 62  | 678   | 10,9 | 47 | 1  | 36  | 0  | 0  | 0,0  | 0  | 0 | 0  | 0 |
| 2020   | DET    | 14  | 5  | 46  | 602   | 13,1 | 50 | 0  | 30  | 1  | 2  | 2,0  | 2  | 0 | 0  | 0 |
| 2021   | HOU    | 8   | 0  | 24  | 248   | 10,3 | 39 | 3  | 10  | 0  | 0  | 0,0  | 0  | 0 | 1  | 0 |
| Totale | Totale | 163 | 76 | 617 | 6 212 | 10,1 | 57 | 24 | 334 | 17 | 99 | 5,8  | 30 | 0 | 19 | 6 |

### Playoff
| 2013   | NE     | 2  | 0 | 3  | 77  | 25,7 | 53 | 0 | 3  | 0 | 0  | 0,0  | 0  | 0 | 0 | 0 |
| 2014   | NE     | 3  | 0 | 11 | 137 | 12,5 | 51 | 3 | 7  | 1 | -2 | -2,0 | -2 | 0 | 0 | 0 |
| 2015   | NE     | 2  | 0 | 7  | 57  | 8,1  | 16 | 0 | 2  | 0 | 0  | 0,0  | 0  | 0 | 0 | 0 |
| 2016   | NE     | 3  | 0 | 10 | 90  | 9,0  | 20 | 1 | 6  | 1 | 15 | 15,0 | 15 | 0 | 0 | 0 |
| 2017   | NE     | 3  | 2 | 26 | 348 | 13,4 | 50 | 2 | 17 | 1 | 3  | 3,0  | 3  | 0 | 0 | 0 |
| Totale | Totale | 13 | 6 | 57 | 709 | 12,4 | 53 | 6 | 35 | 3 | 16 | 5,3  | 15 | 0 | 0 | 0 |

Fonte: Football Database

Statistiche aggiornate alla stagione 2021 - In grassetto i record personali in carriera